# Mirovice
Mirovice (gespr. [ˈmɪrovɪtsɛ], dt. Mirowitz) ist eine Stadt in Tschechien. Sie befindet sich 20 Kilometer südlich von Příbram an der Skalice und gehört zum Okres Písek.

## Geographie
Mirovice liegt beiderseits der Skalice im Mittelböhmischen Hügelland. Im Nordosten erhebt sich der 515 m hohe Háj. Durch Mirovice für die Staatsstraße 19 zwischen Březnice und Milevsko sowie die Rakonitz–Protivíner Bahn.
Nachbarorte sind Myslín und Boješice im Norden, Touškov und Zalužany im Nordosten, Horosedly und Lety im Osten, Dolní Nerestce und Horní Nerestce im Südosten, Kakovice im Süden, Slavkovice, Minice und Mišovice im Südwesten, Sochovice und Plíškovice im Westen sowie Počaply im Nordwesten.

## Geschichte
Die Siedlung entstand am rechten Ufer der Skalice unterhalb der frühmittelalterlichen Burg Bozeň, von der nichts mehr erhalten ist. Um 1240 entstand die Kirche St. Kliment, die seit 1359 Pfarrkirche ist.
1323 verpfändete Johann von Luxemburg Mirovice zusammen mit der Herrschaft Klingenberg an Peter I. von Rosenberg, der Mirovice 1327 zum Markt erhob. Mirovice befand sich im 14. und 15. Jahrhundert zeitweilig im Besitz der königlichen Kammer und wurde aber erneut zum Pfand der Rosenberger. 1514 kaufte Christoph von Schwanberg die Herrschaften Worlik und Mirowitz. Die Existenz von Juden ist in dem Ort seit 1581 belegt. Während des Dreißigjährigen Krieges erlitt der Markt, dessen Besitzer seit 1623 die Eggenberger waren, mehrmals Plünderungen und Brandschatzungen. 1680 legt die jüdische Gemeinde außerhalb der Stadt einen Friedhof an. Nachdem 1717 die Eggenberger im Mannesstamme erloschen, erbte das Haus Schwarzenberg deren Besitz in Mirovice. Nach der Ablösung der Patrimonialherrschaften wurde Mirowitz 1848 zur selbstständigen Stadt, in der 1850 1257 Menschen lebten.
1853 wurde Mirowitz zur Stadt erhoben. Im Bezirk Mirowitz lebten im Jahre 1856 603 Juden, die außer in Mirowitz noch in Mirotitz, Warwaschau, Rakowitz, Altsattel und Saluschan ansässig waren. 1875 wurde der Betrieb auf dem ersten Teilstück der Rakonitz–Protivíner Bahn zwischen Zdice und Protiwin aufgenommen. Links der Skalice entstand der Bahnhof und um ihn entstand eine Ansiedlung, dadurch erweiterte sich Mirovice auf die gegenüberliegende Flussseite. Im Jahre 1900 hatte Mirowitz 1019 Einwohner.

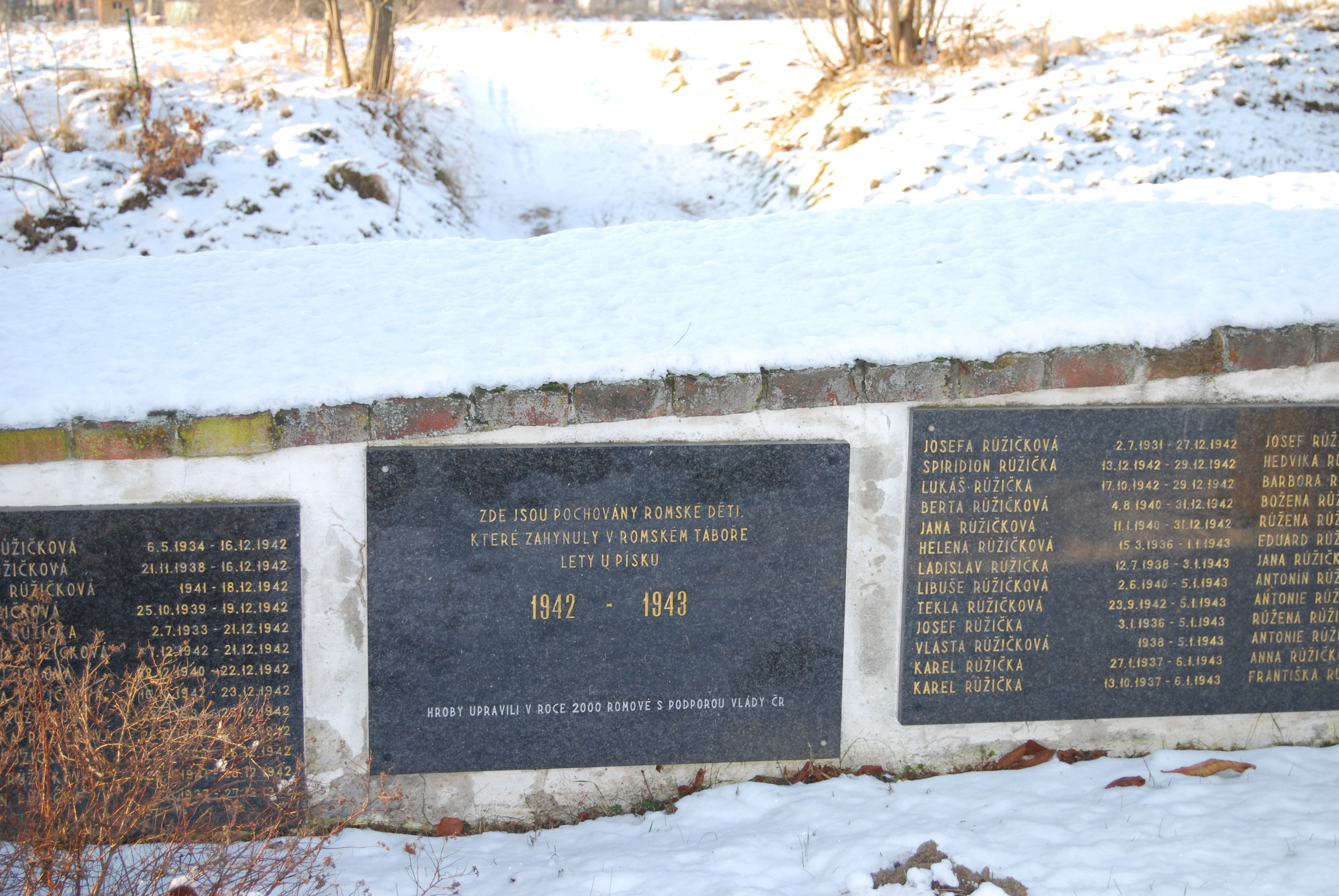
Gedenktafel auf dem Friedhof in Mirovice für die in Lety ermordeten Roma-Kinder

Nach dem Münchner Abkommen erfuhr die Stadt einen starken Bevölkerungszuwachs durch Tschechen, die die an das Deutsche Reich abgetretenen Gebiete verlassen mussten. Während des Holocaust wurde die jüdische Gemeinde ausgelöscht. Hauptsächlich in der Schule wurden zu Beginn des Jahres 1945 deutsche Flüchtlinge untergebracht und zum Ende des Zweiten Weltkrieges lebten mehr als 2000 Menschen in der Stadt. Bis zum Jahre 1950 ging diese Zahl wieder auf 1065 zurück.
Das Rabbinerhaus wurde 1950 abgerissen und die nach dem Krieg nicht mehr genutzte Synagoge wurde 1972 umgebaut. Das frühere jüdische Viertel verfiel und wurde abgetragen bzw. durch Umbauten zerstört.
Auf dem Friedhof in Mirovice wurden die im Konzentrationslager Lety ermordeten Roma-Kinder bestattet, heute befindet sich dort eine Gedenktafel.

## Ortsgliederung
Die Stadt Mirovice besteht aus den Ortsteilen Boješice (Bojeschitz), Kakovice (Kakowitz), Mirovice (Mirowitz), Ohař (Wohorsch), Plíškovice (Plischkowitz), Ráztely (Rastel), Řeteč (Retsch), Sochovice (Sochowitz) und Touškov (Tauschkow).

## Partnergemeinde
- Bätterkinden, Schweiz

## Sehenswürdigkeiten
- Kirche des Hl. Klemens, erbaut um 1240 und 1727 unter Joseph Adam zu Schwarzenberg durch den Baumeister Franz Joseph Fortini barock umgestaltet
- Pestsäule auf dem Markt, 1717 von Johann Georg Schlansowsky geschaffen
- Jüdischer Friedhof, einen Kilometer nördlich der Stadt gelegen, 1680 angelegt und bis zum Zweiten Weltkrieg genützt
- quadratischer Marktplatz

Sehenswürdigkeiten
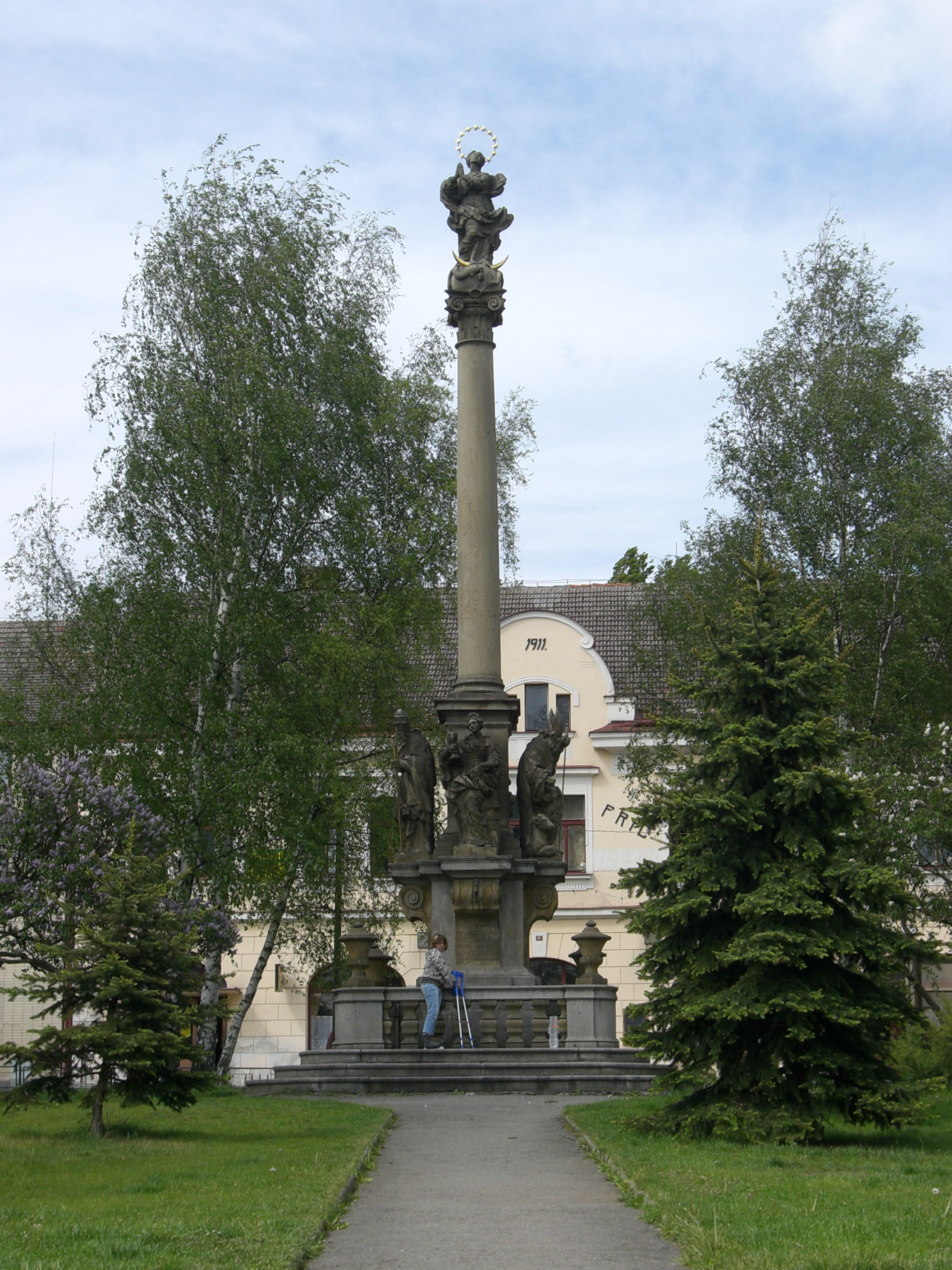
Mirovice
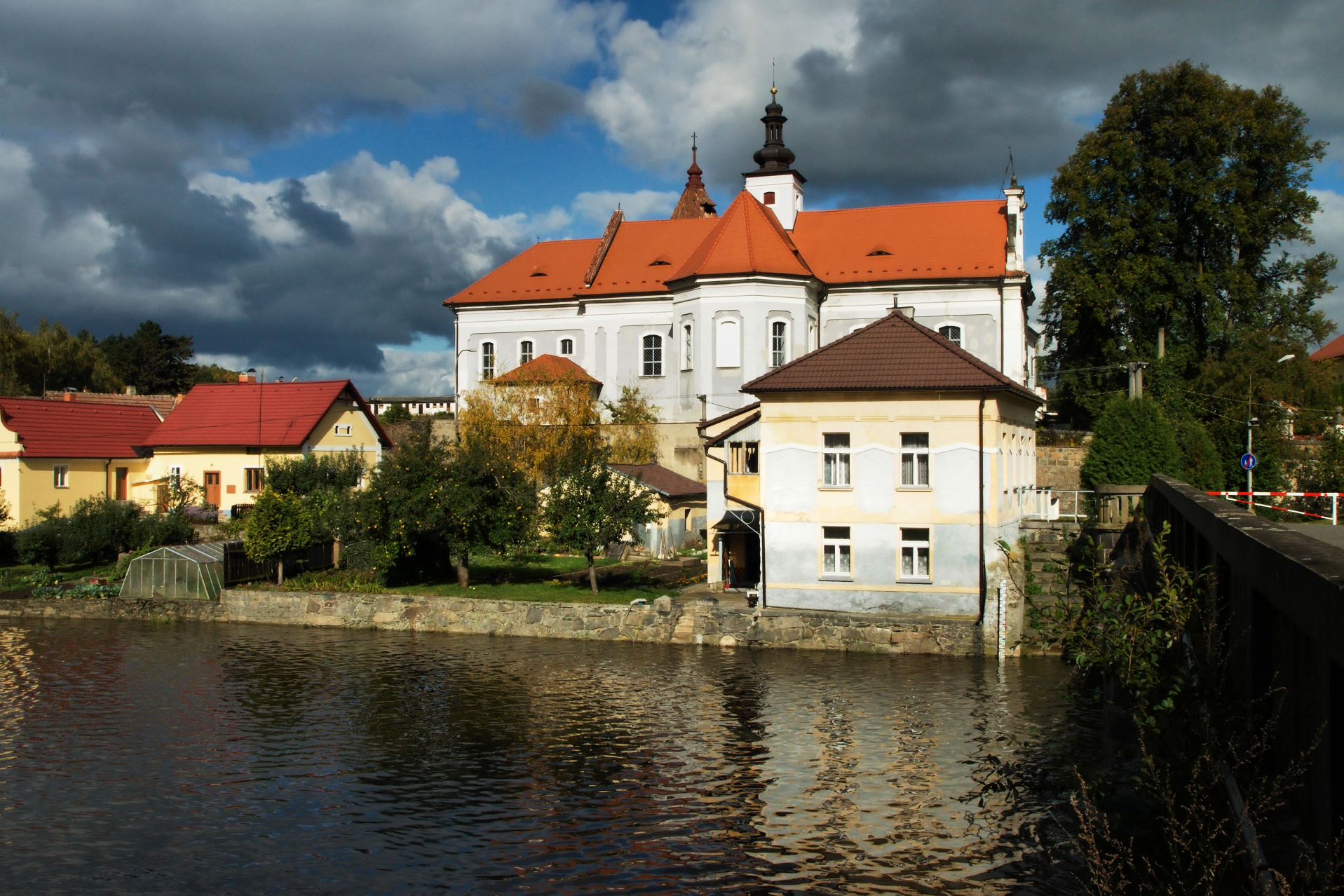
St. Klemens
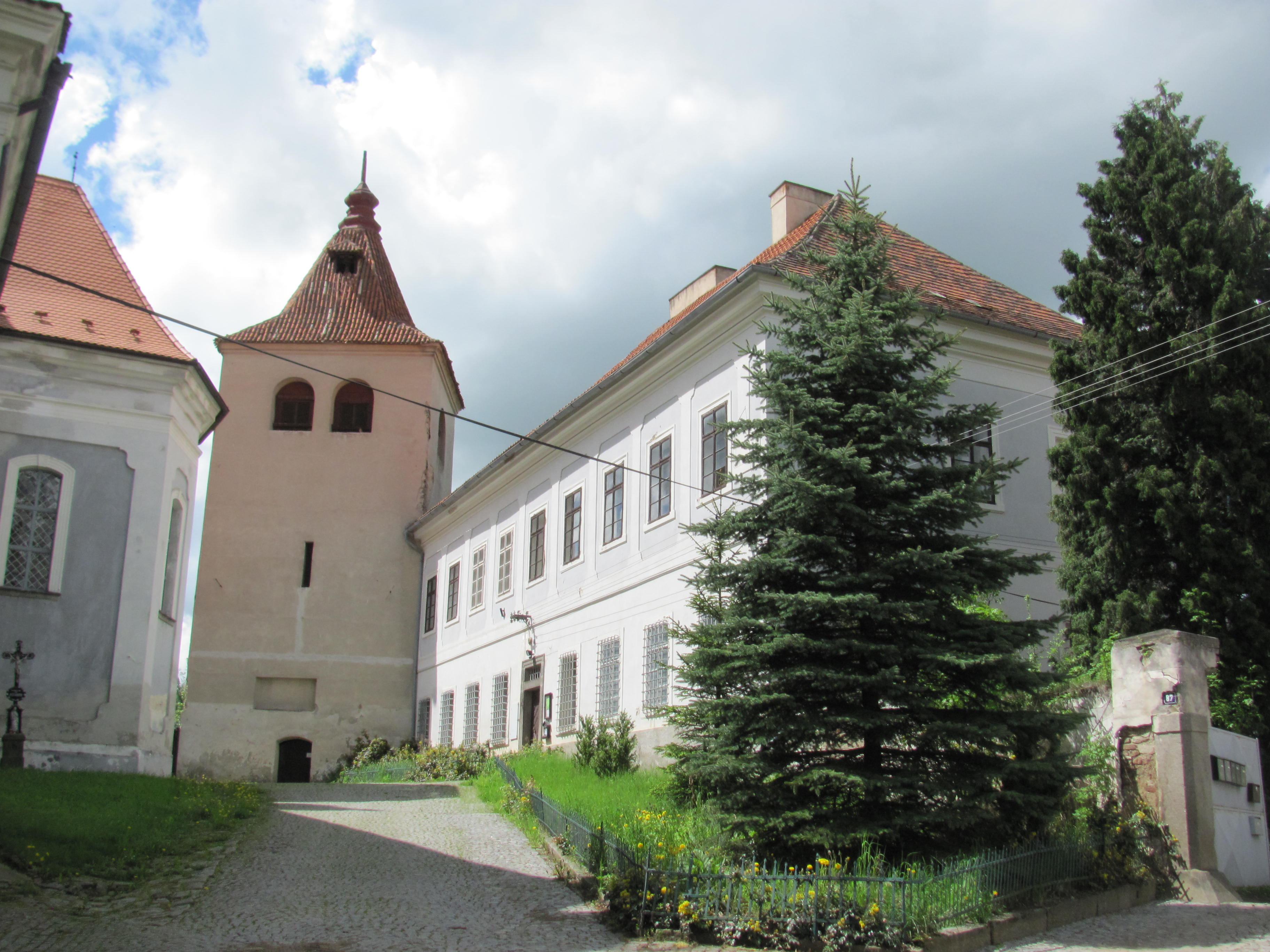
Alter Kirchturm und Pfarrhaus
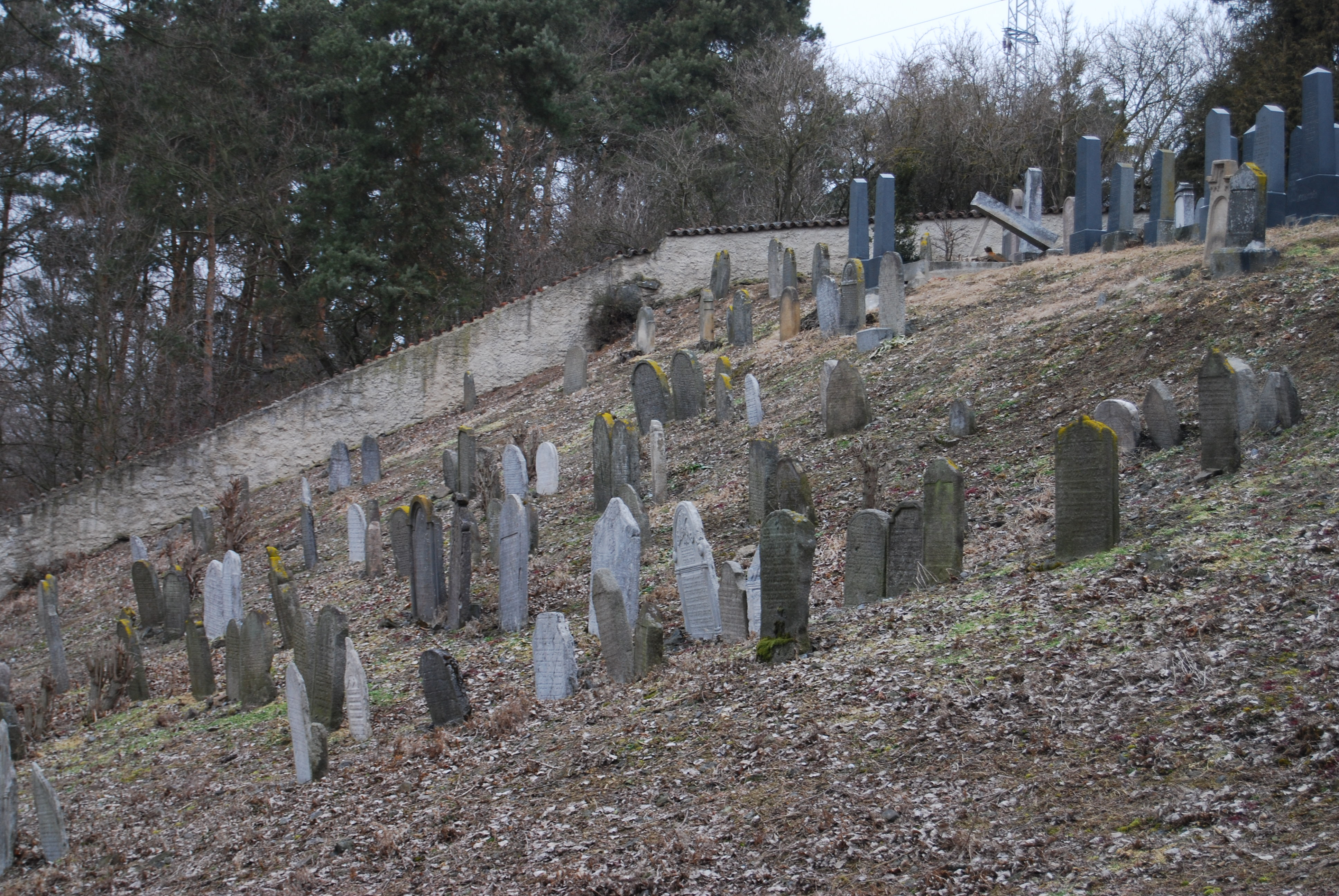
Jüdischer Friedhof

## Söhne und Töchter der Stadt
- Antonín Klášterský (1866–1938), tschechischer Dichter